# نظام از راست
نظام از راست فیلمی به کارگردانی محمدرضا ورزی، نویسندگی امیر رسولیان و تهیه‌کنندگی حبیب‌الله کاسه‌ساز محصول سال ۱۳۸۷ است.

## خلاصه فیلم
یک سرباز و یک دزد جایشان با هم عوض می‌شود و ماجراهایی به وجود می‌آید.